# Немцев, Михаил Юрьевич
Михаи́л Ю́рьевич Не́мцев  (род. 28 февраля 1980, Бийск, Алтайский край) — российский поэт, философ, исследователь теоретической и прикладной этики социальной памяти, публицист, педагог. Кандидат философских наук (2008), доцент кафедры философии Новосибирского государственного университета экономики и управления (2014), магистр гендерных исследований (2007, Центрально-Европейский университет).

## Творческая биография
Окончил исторический факультет Барнаульского государственного педагогического университета в 2001 году, магистратуру философского факультета Новосибирского государственного университета — магистерская диссертация на тему «Соотношение факторов социальной и культурной эволюции» (2003). С 2005 по 2007 г. обучался в Центрально-Европейском университете. В 2008 г. окончил аспирантуру по специальности «История философии» в Институте философии и права СО РАН — защитил диссертацию на тему «Содержание и значение „философского текста“ в философской герменевтике 20 в.». В 2009—2011 годах работал заместителем главного редактора гуманитарного журнала «60 параллель».
Преподавал в Новосибирском государственном техническом университете (2005—2011) и в Новосибирском государственном университете экономики и управления. В 2022 г. покинул Россию.
Публиковал рецензии, статьи и заметки по исторической этике и этике социальной памяти, истории философии, философской антропологии, проблемам преподавания и институционализации философии в таких журналах, как «Новое литературное обозрение», «Неприкосновенный запас», «Гефтер», «Транслит», «Ab Imperio», «Топос», «ΣΧΟΛΗ», «60 параллель», «Идеи и идеалы» и др.
Михаил Немцев также поднимает проблемы исторической этики и социальной памяти в своих поэтических произведениях. Его стихи и проза публиковались в журналах и альманахах «Воздух», «Новый мир», «Знамя», «Волга», «Новая юность», «Homo Legens», «Сибирские огни», «Ликбез», «TextOnly» и др.

## Награды и признание
- Лонг-лист премии «Дебют» 2006 года в номинации «малая проза»[1].
- Лауреат новосибирского городского литературного конкурса имени Павла Васильева в номинации «поэзия» (2012).
- Лонг-лист премии «Дебют» 2015 года в номинации «поэзия»[2].

## Критическое восприятие
- В публичном пространстве была опубликована переписка М. Немцева с социологом левого толка А. Тарасовым, в которой Немцев был подвергнут резкой критике оппонентом за несамостоятельность мышления, зависимость от академической конъюнктуры и «внимания профессионального сообщества»[3].

- Книга стихов М. Немцева «Интеллектуализм» вызвала интерес литературных критиков. Кирилл Корчагин и Евгений Абдуллаев в своих рецензиях указывают на тематическую оригинальность и важность поэтической книги Немцева.

Стихи, вошедшие в эту книгу, часто выглядят написанными на полях каких-то серьёзных исследований, они порождены чтением и осмыслением истории XX века и раздумьями над тем, какое эта история будет иметь продолжение в будущем (по Немцеву, довольно безрадостное). Поэта занимает несколько сюжетов, возникающих в книге снова и снова: судьбы народов во время Второй мировой войны, неустойчивость связанных с ними практик памяти, предчувствие новых социальных катастроф, которые могут оказаться ничуть не менее кровопролитными. Аккумулирована вся эта проблематика в цикле «Недоброй памяти», где совмещение исследовательской и собственно поэтической логики наиболее явноКирилл Корчагин
.
Поэзия Немцева, действительно, интеллектуальна. Это ее достоинство — стихи представляют собой сжатые, предельно напряженные мысли. Это же и ее недостаток — интеллектуализм часто уводит в прозу, в заметки на полях. Порой — довольно интересные, «царапающие». (…) Нерв книги — выяснение отношений с прошлым, взятым в его узловых, наиболее травматичных моментах. Раскулачивание. Холокост. Война... Темы, уже обточенные литературой, как галька. Однако, пожалуй, ни у кого из современных поэтов это не становилось собственной поэтической темой.Евгений Абдуллаев

## Сочинения

### Академические и публицистические произведения
- И я тоже. Работы по моральной и политической философии. — Издательство Ивана Лимбаха, 2025. — 272 с. ISBN 978-5-89059-576-8
- Ясность и радость. — М.: Совпадение, 2018. 128 с.[6]
- Коммунизм как «истернизация»: Д. Б. Зильберман о русской культурной традиции и советском обществе // Зильберман Д. Б. Православная этика и материя коммунизма. СПб.: Издательство Ивана Лимбаха, 2014. ISBN 978-5-89059-216-3. (Научный редактор, вместе с А. Митрофановой)
- О неизменности топонимики постсоветского Новосибирска // Волгоградский исторический семинар. Вып. 5. Историческая разметка памяти и пространства. Материалы семинара, проведенного при поддержке Фонда Ф. Эберта в Волгоградском государственном университете 13 мая 2014 г. / под ред. И. И. Куриллы. Волгоград, 2014. С. 68-76.
- О возможной пользе украинского кризиса для философии в России Архивная копия от 17 марта 2015 на Wayback Machine // Интернет-журнал «Гефтер». 30.07.2014.
- Владимир Эрн как читатель Платона // ΣΧΟΛΗ. 2014. Т. 8. № 2. С. 520—537 Архивная копия от 5 апреля 2015 на Wayback Machine.
- Изобретение достоинства в современной России // Северный регион: наука, образование, культура. 2014. № 1 (29). С. 139—145.
- Воля к достоинству против «крепостного права» Архивная копия от 3 января 2016 на Wayback Machine // Интернет-журнал «Гефтер». 17.03.2014
- Моральное разорение Архивная копия от 17 марта 2015 на Wayback Machine // Интернет-журнал «Гефтер». 15.01.2014.
- Проблема индивидуального самоопределения в феноменологической перспективе // Дискурсивные практики синергийной антропологии: сб. ст. / под ред. О. Д. Агапова. — М., Казань, Нижнекамск: Познание. — C. 52-65. ISBN 978-5-8399-0475-0.
- Университетские гуманитарии современной России Архивная копия от 17 марта 2015 на Wayback Machine // Интернет-журнал «Гефтер». 18.06.2013.
- Антропологический смысл философской социализации. Статья первая (недоступная ссылка) // Идеи и идеалы. 2013. № 3 (17) Т. 2. С. 3-16.
- Что мыслят философы // Опыт и теория: рефлексия, коммуникация, педагогика / под ред. П. Сафронова. — М.: Дело, 2013. С. 21-31. (сокращенная версия доклада «Еще раз о том как мыслят философы: от философской теории к философскому изобретению», электронная публикация Архивная копия от 17 марта 2015 на Wayback Machine).
- «Метафизическая ситуация» в советской деревне: к философской и антропологической интерпретации «деревенских» рассказов В. М. Шукшина Архивная копия от 4 марта 2016 на Wayback Machine // Идеи и идеалы. 2012. № 2. Т.1 С. 67-78.
- «Метафизика как природная склонность» в деревенских рассказах Василия Шукшина // Транслит. № 10-11. С. 92-97 Архивная копия от 17 ноября 2015 на Wayback Machine.
- Опыт построения университетского курса философии (недоступная ссылка) // Идеи и идеалы. 2011. № 3. T.2. С. 105—119.
- От подданных к гражданам // 60 параллель. 2011. № 3 (42). С. 9-15.
- Другие игры Архивная копия от 24 сентября 2015 на Wayback Machine // Культиватор. 2011. № 3. С. 61-69.
- Из дневника преподавателя философии Архивная копия от 5 марта 2016 на Wayback Machine // Неприкосновенный запас. 2011. № 3 (77). С. 131—141.
- Надеяться ли на новые единства? // 60 параллель. 2011. № 2 (41). С. 10-15.
- Об активистах для активистов [рец. на кн.: Клеман К., Мирясова О., Демидов А. От обывателей к активистам: Зарождающиеся социальные движения в современной России. М.: Три квадрата, 2001] // 60 параллель. 2011. № 3 (42). C. 30-33. (в соавт. с И. Абдуловой).
- На пути к сообщительности // 60 параллель. 2011. № 1 (40). С. 38-43.
- Философия в СССР как тема и предмет истории философии Архивная копия от 4 марта 2016 на Wayback Machine // Идеи и идеалы. 2010. № 4. T. 2. С. 5-17.
- Свернув с «особого пути»: к новой типологии модерных обществ (XVIII Банные чтения. Москва) // Новое литературное обозрение. 2010. № 106. С. 205—212.
- «Народная культура»: введение в тему Архивная копия от 20 сентября 2016 на Wayback Machine // 60 параллель. 2010. № 4 (39). C. 16-21.
- Ориентация на местности. 14 фрагментов (Вместо редакционной статьи) Архивная копия от 6 марта 2016 на Wayback Machine // 60 параллель. 2010. № 3 (38). С. 20-25.
- Род и родовые отношения: о затруднениях с определением // 60 параллель. 2010. № 2 (37). С. 10-15
- О будущем, или Зачем нам памятники Архивная копия от 20 сентября 2016 на Wayback Machine // 60 параллель. 2010. № 1 (36). C. 54-61.
- Как читают «Вехи» сто лет спустя: заметки наблюдателя. Неовеховство Архивная копия от 5 марта 2016 на Wayback Machine // Идеи и идеалы. 2009. № 2. T.1. С. 141—155.
- Зачем журнал? Архивная копия от 6 марта 2016 на Wayback Machine // 60 параллель. 2009. № 3 (34). C. 120—127.
- Репрессивная история Сибири: контуры обсуждения темы (недоступная ссылка) // Информационно-аналитический сайт «Globalsib». 2009.
- Город больше, чем кажется // 60 параллель. 2009. № 1(32). С. 52-57.
- Типология философских текстов в контексте профессиональной философской коммуникации // Социальные коммуникации и эволюция обществ. Материалы международной научно-практической конференции (Новосибирск, 23-24 ноября 2007 г.). — Новосибирск: НГТУ, 2009. — С. 119—126.
- Возможность массового тренинга. Сase «Школы гуманитарного образования» // 60 параллель. 2009. № 4 (31) С. 148—153. (там же — авторский перевод на английский язык).
- Вопросы о театре // 60 параллель. 2009. № 3 (30). С. 26-31.
- Где делается будущее интеллектуального класса России? Архивная копия от 6 марта 2016 на Wayback Machine // 60 параллель. 2009. № 2 (29). С. 26-33
- Путешественники Архивная копия от 20 сентября 2016 на Wayback Machine // 60 параллель. 2009. № 1 (28). С. 8-11
- How Did a Sexual Minorities Movement Emerge in Post-Soviet Russia? An Essay. Saarbrücken: VDM Verlag Dr. Muller. 2008. 80 p. ISBN 3639005589 [Как в пост-советской России возникало движение сексуальных меньшинств? Очерк].)
- Проблема нормативных оснований философской герменевтики Г.-Г. Гадамера и философия языка К.-О. Апеля (недоступная ссылка) // Гуманитарные науки в Сибири. 2008. № 1. С. 35-38.
- О понятии «текст» в философской герменевтике (Г.-Г. Гадамер и П. Рикёр) Архивная копия от 26 ноября 2014 на Wayback Machine // Вестник ТГУ. 2008. № 309. С. 36-39.
- Критические заметки о книге К. Р. Поппера «Открытое общество и его враги» (недоступная ссылка) // Альтернативы. 2007. № 2. C. 170—176.
- Антропология как феноменология свободы и историко-философские исследования // Электронная публикация на сайте альманаха «Человек. RU». 2007.
- Очерк истории Школы Гуманитарного Образования // От пятнадцати и старше. Новое поколение образовательных технологий. — М.: Демос, 2006. — С. 105—159.
- Интеллигенты, «колдуны» и Общее Благо: примечания к книге Сергея Эрлиха «Россия колдунов» // Анти-Эрлих. Pro Moldova. — СПб.: Алетейя, 2006. — С. 41-62.
- «Классовая борьба, сталинизм, постмодернизм». Обсуждение статьи Д. Бенсаида (недоступная ссылка) // Альтернативы. 2006. № 3. C. 42-64. (В соавт. с В. Таратутой, Е. Рыжененковым, О. Трубицыным, И. Борисовым).
- «Модальная методология» Давида Зильбермана и её герменевтическое значение // Труды Всероссийского семинара молодых учёных имени П. В. Копнина. (Серия 2): Труды ТГУ, Т. 268. Серия Философская. — Томск: ТГУ, 2006. — С. 111—114.
- «Культурное наследование»: концепция наследования и культурный универсализм Архивная копия от 4 марта 2016 на Wayback Machine // Культурологические исследования в Сибири. 2005. № 3 (17).
- О «диалектике господства и рабства» в процессах самоопределения // Электронная публикация на сайте альманаха «Человек. RU». 2005.
- Три аргумента против «лингвоцентризма» в современной философии // Бытие и язык: сб.ст. — Новосибирск: Новосибирское книжное издательство, 2004. — С. 65-71.
- Институциональная антропополитика versus прецедентная антропополитика: об антропополитике и свободе // Архэ: культуротехнический альманах. Вып. 5: Антропополитика /по ред. Попова А., Проскуровской И. — Томск: Дельтаплан, 2004. — С. 175—186.
- Опыт осмысления развития родовых отношений (на примере кумандинцев) // Электронная публикация: «Центральноазиатский исторический сервер». 2004. (в соавт. с Кузнецовой А. С.).
- Школа как вариант героической утопии // Введение в педагогику самоопределения. — Томск: Дельтаплан, 2004. — С. 100—107.

### Рецензии
- Онтологическая возможность хотеть мочь приказать Архивная копия от 24 сентября 2015 на Wayback Machine [рец. на кн.: Агамбен Дж. Что такое повелевать? / пер. Б. Скуратова. — М.: ООО «Издательство „Грюндриссе“», 2013. — 72 c.] // Русский журнал. 2013.
- Краткий очерк православного ноосферизма [рец. на: Куйбарь В. Феномен глобального регионализма и деятельность Русской православной церкви в современном мире. Иркутск: ИГУ, 2013] // Неприкосновенный запас. 2013. № 5 (91). С. 255—258.
- Убедительная форма памяти [рецензия на: Johanna Lindbladh (ed.) The Poetics of Memory in Post-Totalitarian Narration. Lund, Lund Univ., 2008 (CFE Conference Papers No.3) ] // Ab Imperio. 2013. № 1. С. 346—359.
- Консерватизм как он есть. Уроки «общественной биографии» В. Н. Толстых [рец. на кн.: Толстых В. Н. Мы были. Советский человек как он есть. М.: Культурная революция, 2008.] // Ab Imperio. 2012. № 2. С. 593—602.
- Об активистах для активистов [рец. на кн.: Клеман К., Мирясова О., Демидов А. От обывателей к активистам: Зарождающиеся социальные движения в современной России. М.: Три квадрата, 2001.] // 60 параллель. 2011. № 3 (41). C. 30-33. (в соавт. с И. Абдуловой).
- Whether Post-Soviet now? [рец. на кн.: Thomas Lahusen and Peter H. Salomon Jr. (eds.) What is Soviet Now? Identities, Legacies, Memories. Lit. Verlag, 2008] // Ab Imperio. 2009. № 3. C. 60-69.

### Переводы с английского
- Оруэлл Дж. Ни одного праведного Архивная копия от 15 августа 2015 на Wayback Machine // Интернет-журнал «Гефтер». 2015.
- Жижек С. «Объект желания» как внутренний предел капитализма. О Майкле Хардте и Антонио Негри Архивная копия от 4 марта 2016 на Wayback Machine // Сетевой альманах «Топос». 2005.
- Эмбер К., Эмбер М., Рассет Б. Мир между обществами с высоким политическим участием // Время Мира. Альманах. Вып. 3: Война и геополитика / под ред. Н. С. Розова. — Новосибирск: изд-во НГУ, 2003. — С. 155—187.

### Поэтические произведения
- Положа руку на сердце Архивная копия от 22 июля 2021 на Wayback Machine // Новый мир. 2021. № 6.
- А что дальше? Дальше (подборка стихотворений) // Syg.ma. Редакция Реч#порт. 17.01.2018
- Эти старинные байки больше не убеждают Архивная копия от 4 апреля 2017 на Wayback Machine (подборка стихотворений) // Syg.ma. Редакция Реч#порт. 2017.
- Полторацкий И. С., Немцев М. Ю., Королёв Д. С., Жданов А. В. Это будет бесконечно смешно: стихи / ред. М. Немцев. — Новосибирск-Москва, 2016. — 40 с. (Серия "Н-ская поэтика, Вып. 2) ISBN 978-5-98856-257-3
- Полторацкий И. С., Немцев М. Ю., Королёв Д. С. Смерти никакой нет: стихи / ред. М. Немцев. — Новосибирск-Москва, 2015. — 38 с. (Серия "Н-ская поэтика, Вып. 1). ISBN 978-5-98856-234-4
- Интеллектуализм. Стихи Архивная копия от 29 июня 2015 на Wayback Machine. — Омск: Амфора, 2015. — 50 с. ISBN 978-5-906706-32-4
- Кожа всё стерпит. Стихи лета 2014 года Архивная копия от 2 июля 2015 на Wayback Machine // Сетевой журнал TextOnly. 2014. № 2 (42).
- Ненависть отворачивается. Стихи Архивная копия от 5 апреля 2015 на Wayback Machine // Воздух. 2013. № 1-2.
- Недоброй памяти. Стихи Архивная копия от 5 марта 2016 на Wayback Machine // Сибирские огни. 2012. № 6.
- Стихи на религиозные темы (подборка стихов) Архивная копия от 7 марта 2016 на Wayback Machine // Ликбез. 2012. № 23
- Недоброй памяти. Серия стихов Архивная копия от 17 августа 2016 на Wayback Machine // Сетевой журнал TextOnly. 2010. № 3 (33).
- Эротическое и политическое. Стихотворения Архивная копия от 24 сентября 2015 на Wayback Machine // Ликбез. 2010. № 82.

### Книги прозы
- Тексты-двери. Повесть в рассказах. Новосибирск: Артель «Напрасный труд», 2007.